# برج مرکزی دنباله
برج مرکزی دنباله (به لاتین: Sequis Center Tower) یک ساختمان در اندونزی است که در جاکارتا واقع شده‌است.